# GLOBAL
『GLOBAL』（グローバル）は、南野陽子5枚目のスタジオ・アルバム。
1988年7月15日にCBS・ソニーから発売された（通常盤CDのみ7月21日発売）。
規格品番は、28AH5081（LP）、28KH5081（CT）、 38DH-5085/6（限定盤CD）、32DH5081（通常盤CD）。

## 解説
先行シングル「あなたを愛したい」を収録。初のシングル・コレクションの前作を挟み、オリジナル・アルバムとしては『GARLAND』以来8ヶ月振り。ジャケット・歌詞ブックレット等、撮影・レコーディングはニューヨーク とバハマで敢行。ビデオ『COLORFUL AVE.』の撮影も同時に行なわれた。楽曲に「カリブへ行きたい」「SPLASH」などリゾート地でのバカンスをイメージした作品がある。南野の楽曲の大半は萩田光雄が編曲をしているが、本作のみ半数の曲の編曲を大谷和夫が手がけている。サイドキャップのキャッチフレーズは「たのしい想い、かなしい想い……いっぱい、つめこんで。」。限定盤CDは2枚組仕様。もう1枚のCDには「なんの相性診断げえむ」が収められた。

## 収録曲（LP・CT）

### A面
| #         | タイトル                       | 作詞         | 作曲      | 編曲      | 時間  |
| --------- | ------------------------------ | ------------ | --------- | --------- | ----- |
| 1.        | 「Hello! Goodmorning」         | 田口俊       | 広谷順子  | 萩田光雄  | 4:17  |
| 2.        | 「月のファウンテン」           | 平出よしかつ | 柿原朱美  | 萩田光雄  | 4:06  |
| 3.        | 「マイ・ファニー・IVY」        | 平出よしかつ | 萩田光雄  | 萩田光雄  | 3:47  |
| 4.        | 「土曜日3時ステラ・ホテル」    | 戸沢暢美     | 木戸泰弘  | 大谷和夫  | 4:57  |
| 5.        | 「カリブへ行きたい」           | 田口俊       | 柴矢俊彦  | 大谷和夫  | 4:15  |
| 6.        | 「どうやって愛したらいいの？」 | 戸沢暢美     | 上田知華  | 大谷和夫  | 4:51  |
| 合計時間: | 合計時間:                      | 合計時間:    | 合計時間: | 合計時間: | 26:13 |

### B面
| #         | タイトル                       | 作詞       | 作曲       | 編曲      | 時間  |
| --------- | ------------------------------ | ---------- | ---------- | --------- | ----- |
| 1.        | 「眠り姫の不幸」               | 小倉めぐみ | 亀井登志夫 | 大谷和夫  | 5:09  |
| 2.        | 「あなたを愛したい」           | 田口俊     | 萩田光雄   | 萩田光雄  | 4:58  |
| 3.        | 「SPLASH」                     | 田口俊     | 大谷和夫   | 大谷和夫  | 4:32  |
| 4.        | 「さよならにマティーニは禁物」 | 小倉めぐみ | 萩田光雄   | 萩田光雄  | 3:33  |
| 5.        | 「マイ・ハート・バラード」     | 小倉めぐみ | 岸正之     | 萩田光雄  | 4:28  |
| 合計時間: | 合計時間:                      | 合計時間:  | 合計時間:  | 合計時間: | 22:40 |

## 収録曲（CD）
| #         | タイトル                       | 作詞         | 作曲       | 編曲      | 時間  |
| --------- | ------------------------------ | ------------ | ---------- | --------- | ----- |
| 1.        | 「Hello! Goodmorning」         | 田口俊       | 広谷順子   | 萩田光雄  | 4:17  |
| 2.        | 「月のファウンテン」           | 平出よしかつ | 柿原朱美   | 萩田光雄  | 4:06  |
| 3.        | 「マイ・ファニー・IVY」        | 平出よしかつ | 萩田光雄   | 萩田光雄  | 3:47  |
| 4.        | 「土曜日3時ステラ・ホテル」    | 戸沢暢美     | 木戸泰弘   | 大谷和夫  | 4:57  |
| 5.        | 「カリブへ行きたい」           | 田口俊       | 柴矢俊彦   | 大谷和夫  | 4:15  |
| 6.        | 「どうやって愛したらいいの？」 | 戸沢暢美     | 上田知華   | 大谷和夫  | 4:51  |
| 7.        | 「眠り姫の不幸」               | 小倉めぐみ   | 亀井登志夫 | 大谷和夫  | 5:09  |
| 8.        | 「あなたを愛したい」           | 田口俊       | 萩田光雄   | 萩田光雄  | 4:58  |
| 9.        | 「SPLASH」                     | 田口俊       | 大谷和夫   | 大谷和夫  | 4:32  |
| 10.       | 「さよならにマティーニは禁物」 | 小倉めぐみ   | 萩田光雄   | 萩田光雄  | 3:33  |
| 11.       | 「マイ・ハート・バラード」     | 小倉めぐみ   | 岸正之     | 萩田光雄  | 4:28  |
| 合計時間: | 合計時間:                      | 合計時間:    | 合計時間:  | 合計時間: | 48:53 |